# عبادة بن قيس
عُبادة بن قيس (المتوفي سنة 8 هـ) صحابي من بني كعب بن الخزرج بن الحارث بن الخزرج، شهد غزوات بدر وأحد والخندق وخيبر، وصلح الحديبية، وقُتل في غزوة مؤتة.